# Dragoslav Marković
Dragoslav „Draža“ Marković (serbisch-kyrillisch Драгослав Дража Марковић; * 28. Juni 1920 in Popović, Sopot, Belgrad, Königreich der Serben, Kroaten und Slowenen; † 20. April 2005 in Belgrad, Serbien) war ein Politiker des Bundes der Kommunisten Jugoslawiens (BdKJ) in der Sozialistischen Föderativen Republik Jugoslawien (SFRJ), der unter anderem zwischen 1969 und 1974 Präsident der Nationalversammlung sowie zwischen 1971 und 1974 Mitglied des Präsidiums der Sozialistischen Föderativen Republik Jugoslawien. Im Anschluss fungierte von 1974 bis 1978 Präsident des Präsidiums der Sozialistischen Republik Serbien und von 1978 bis 1982 als Präsident der Bundesversammlung der SFRJ. Er war ferner zwischen 1983 und 1984 Präsident des Präsidiums des Bundes der Kommunisten Jugoslawiens und damit Vorsitzender der Kommunistischen Partei Jugoslawiens.

## Leben

### Parteifunktionär und Minister in Serbien, Botschafter in Bulgarien
Dragoslav „Draža“ Marković, Sohn des Lehrerehepaars Milorad „Mića“ Marković und Anka Marković sowie jüngerer Bruder von Momčilo „Moma“ Marković, besuchte nach der Grundschule das Dritte Belgrader Gymnasium. Aufgrund seiner kommunistischen Aktivitäten wurde er 1937 verhaftet und nach dreimonatiger Haft der Schule verwiesen. Im Anschluss setzte er seinen Schulbesuch in Pančevo fort und begann danach wie sein älterer Bruder Moma Marković ein Studium der Medizin an der Universität Belgrad. 1937 wurde er Mitglied der Liga der Kommunistischen Jugend Jugoslawiens sowie 1939 auch Mitglied der damaligen Kommunistischen Partei Jugoslawiens. Er schloss sich während des Zweiten Weltkrieges der Partisanenbewegung Volksbefreiungsarmee NOV an und war in der Folgezeit als Politoffizier tätig. Nach Kriegsende wurde er Mitglied des Zentralkomitees (ZK) der Kommunistischen Partei Serbiens und war Bauminister in der zweiten Regierung von Ministerpräsident Blagoje Nešković (22. November 1946 bis 5. September 1948). Danach war er in der Sozialistischen Republik Serbien zwischen dem 5. September 1948 und dem 10. April 1951 Bergbauminister in der ersten Regierung von Ministerpräsident Petar Stambolić.
In der Folgezeit war Marković zugleich von 1950 bis 1952 Sekretär des Zentralkomitees des Kommunistischen Partei Serbiens sowie Präsident des Volkskomitees von Belgrad. Anschließend fungierte er zwischen 1952 und 1954 als Sekretär des Parteikomitees in Belgrad sowie als Direktor von Radio Belgrad. 1954 wurde er Präsident des Kulturrates im Exekutivrat der Sozialistischen Republik Serbien sowie 1956 Präsident der Ideologischen Kommission des ZK der Liga der Kommunisten Serbiens. In der Regierung von Ministerpräsident Miloš Minić bekleidete er von 1958 bis 1962 den Posten als Bildungsminister der Serbischen Teilrepublik. 1960 wurde er ferner Mitglied des Exekutivkomitees des ZK Liga der Kommunisten Serbiens und fungierte zwischen 1963 und 1967 als Botschafter in der Volksrepublik Bulgarien. Nach seiner Rückkehr war er zwischen 1967 und 1969 Präsident des Präsidiums der Volksversammlung Serbiens sowie Präsident der Verfassungskommission dieser Teilrepublik.

### Mitglied des Staatspräsidiums
Am 6. Mai 1969 wurde Draža Marković als Nachfolger von Miloš Minić Präsident des Präsidiums der Nationalversammlung und war damit bis zu seiner Ablösung durch Živan Vasiljević am 19. April 1974 Präsident Serbiens. Als solcher wurde er am 29. Juni 1971 kraft Amtes zugleich neben Dragi Stamenković und Koča Popović Mitglied des Präsidiums der Sozialistischen Föderativen Republik Jugoslawien und gehörte diesem kollektiven Staatspräsidium bis zum 15. Mai 1974 an. 1972 spielte er eine führende Rolle bei der serbischen liberalen Reformer um Marko Nikezić, Ilija Rajačić und Latinka Perović seine Staats- und Parteiämter.
Er löste Vasiljević bereits am 16. Mai 1974 ab und war bis zu seiner Ablösung durch Dobrivoje Vidić am 5. Mai 1978 als Präsident des Präsidiums der Sozialistischen Republik Serbien wiederum Präsident der Serbischen Teilrepublik. In dieser Funktion forderte er angesichts des zunehmenden Alters von Staatspräsident Josip Broz Tito in einem geheimen Memorandum stärkeres Mitspracherecht Serbiens in den autonomen Regionen Kosovo und Vojvodina, in denen über 1,4 Millionen Serben wohnen. Diese Forderung wurde Anfang Oktober 1977 vom Ministerpräsident der Teilrepublik Serbien Dušan Čkrebić erneuert.

### Präsident der Bundesversammlung der SFRJ und die Vormachtstellung Serbiens
Als Nachfolger des Mazedoniers Kiro Gligorov übernahm Marković 1978 den Posten als Präsident der Bundesversammlung der SFRJ, dem Parlament Jugoslawiens, und bekleidete dieses bis 1982, woraufhin Raif Dizdarević seine Nachfolge antrat. In dieser Funktion war er ein Befürworter des Föderalismus. Nach seiner Sicht müsste mit diesen föderalistischen Grundsätzen „der Nationalismus in Jugoslawien immer schwächer werden“. Das Gegenteil traf zu: Zwar konnte die vor vier Jahren in Kraft gesetzte neue Bundesverfassung die Reibereien zwischen der zentralen Belgrader Bundesregierung und den sechs Republiken weitgehend ausräumen. Doch zwischen den ethnischen Gruppen geht der Kleinkrieg weiter, den die Belgrader Zentralbehörden ideologisch als ‚Konterrevolution‘ stalinistischer Kreise, als ‚bürokratischdogmatische‘, als ‚chauvinistisch-nationalistische‘, gar als ‚faschistische‘ Aktion bezeichnen. Die wirtschaftliche Entwicklung sah er zu Beginn der 1980er Jahre kritisch, und führte dazu aus: „Wir sind in eine Lage gekommen, in der die Frage des Zahlungsbilanzdefizits wie ein Damoklesschwert über unserer Wirtschaft und Unabhängigkeit hängt.“ Im Mai 1981 erklärte er, dass die Desintegration Serbiens nur der erste Schritt in eine Desintegration Jugoslawiens sei. Die ungelöste Frage der verfassungsmäßigen Strukturierung von Serbien ist heute die einzige reale Wurzel des serbischen Nationalismus, die jetzt noch nicht zerschnitten sei. Dabei verband er die Serbien-Frage auch mit der Situation um die Sozialistische Autonome Provinz Kosovo und die Sozialistische Autonome Provinz Vojvodina und erklärte auf einem ZK-Plenum, dass die Gleichstellung des Status zwischen Serbien und seinen Provinzen eindeutig verfassungswidrig ist. Während der Unruhen im Kosovo im März 1981 gab er zu bedenken, dass die Politik, dass den Provinzen mehr Rechte eingeräumt werden sollten, als dies die Verfassung zugestehe, zur Reduzierung der Rechte Serbiens führen würde. Deswegen, erklärte er, dass „alles verfassungswidrig sei, was nicht im Einklang mit der Verfassung stehe, egal ob mehr oder weniger Rechte durch die Verfassung zugesichert werden.“

### Präsident des BdKJ
Dragoslav Marković wurde am 1. Oktober 1981 auch Mitglied des Präsidiums des Bundes der Kommunisten Jugoslawiens und auf dem XII. Parteikongress (26. bis 29. Juni 1982) in dieser Funktion bestätigt, so dass er diesem obersten Führungsgremium der Partei bis zum XIII. Parteikongress (25. bis 28. Juni 1986) angehörte. Er war damit einer der wesentlichen Vertreter Serbiens in diesem Gremium, wenngleich er im Schatten des damaligen Präsidenten Serbiens und ehemaligen Verteidigungsminister, General Nikola Ljubičić, stand, der sich die serbischen Sympathien durch Aufrechterhaltung serbischer Vormacht in der Armee gesichert hatte. Als Nachfolger von Mitja Ribičič übernahm er in dieser Zeit am 30. Juni 1983 die Funktion als Präsident des Präsidiums des Bundes der Kommunisten Jugoslawiens und war damit bis zu seiner turnusmäßigen Ablösung durch Ali Shukrija am 26. Juni 1984 damit Vorsitzender der Kommunistischen Partei Jugoslawiens. In dieser Position war er kraft Amtes erneut Mitglied des Präsidiums der SFRJ. Auf einem Plenum des ZK des BdKJ im Oktober 1984 griff er die Delegierten aus der Sozialistischen Republik Slowenien wegen deren Kritik an Serbien an. Er stellte auch die Angemessenheit in Frage, Einstimmigkeit zwischen den acht regionalen Organisationen zu fordern, bevor eine Entscheidung getroffen werden konnte.
Für seine Verdienste wurde Dragoslav „Draža“ Marković mehrmals ausgezeichnet. Er erhielt den Orden der Helden der sozialistischen Arbeit, Orden der Volksbefreiung, den Verdienstorden für das Volk, den Orden der Bruderschaft und der Einheit, den Orden der Tapferkeit sowie die Gedenkmedaille der Partisanen von 1941. Er war mit Božidarka Kika Damjanović-Marković verheiratet, die im Zweiten Weltkrieg ebenfalls in der Partisanenbewegung engagiert und später Parteifunktionärin sowie Mitglied der Bundesversammlung war. Seine Nichte Mirjana Marković, Tochter seines Bruders Moma Marković, war die Ehefrau von Slobodan Milošević.